# Sue Jones
Sue Jones es una actriz británica, más conocida por interpretar a Pam Willis en la serie Neighbours.

## Carrera
En 1981 apareció como invitada en la popular serie Prisoner donde interpretó a Kathy Hall, una nueva reclusa que es encarcelada por robo, Kathy muere luego de ser atropellada por Terry Harrison. Anteriormente había aparecido en al serie en 1980 donde interpretó a la hermana Brookes durante tres episodios.
El 6 de agosto de 1990 se unió al elenco principal de la serie Neighbours donde interpretó a la enfermera Pamela "Pam" Beresford-Willis, la madre de Brad Willis, Gaby Willis Adam Willis y Cody Willis, hasta el 15 de septiembre de 1994 después de que su personaje decidiera mudarse a Darwin. Sue regresó a la serie como invitada el 1 de abril de 1996 para ver a su hija Cody quien había recibido un disparo y nuevamente como personaje recurrente el 5 de mayo de 2014 para visitar a su hijo Brad su última aparición fue el 9 de mayo de 2014 después de que su personaje decidiera irse de viaje con su esposo Doug. Anteriormente Sue había aparecido por primera vez en la serie en 1986 donde interpretó a la consejera Peggy O'Hara durante el episodio # 1.363. En marzo del 2016 se anunció que Sue regresaría a la serie el 15 de abril del mismo año.
En 1997 interpretó a June Allenby en la serie policíaca Blue Heelers, un año antes interpretó a Janet Lennox en el episodio "The Kremin Factor" y más tarde apareció de nuevo en la serie en el 2001 donde dio vida a Jeanette Fleming en el episodio "Blood".
En 1999 apareció como invitado en la serie Stingers donde interpretó a Justice Balkin durante el episodio "White Lies", más tarde apareció de nuevo en la serie en el 2001 interpretando a Alison Canning en el episodio "Whatever It Takes", al año siguiente dio vida a una jueza en "Collateral Damage" y finalmente su última aparición en la serie fue en el 2003 donde interpretó a Marilyn Harris en dos episodios.
En el 2003 apareció como invitada en la serie MDA donde interpretó a la magistrada Dianne Orchard.
En el 2013 se unió al elenco de la serie The Time of Our Lives donde da vida a Rosa Tivolis, la matriarca de la familia. 
Ese mismo año apareció como invitada en la serie Upper Middle Bogan donde interpretó a Pat.

## Filmografía

### Series de televisión
| Año                     | Título                          | Personaje        | Notas                             |
| ----------------------- | ------------------------------- | ---------------- | --------------------------------- |
| 1990 - 1996, 2014, 2016 | Neighbours                      | Pam Willis       | 300 episodios                     |
| 2015                    | The Beautiful Lie               | Mirra            | episodio # 1.6 - miniserie        |
| 2013 - 2014             | Upper Middle Bogan              | Pat              | 4 episodios                       |
| 2013 - 2014             | The Time of Our Lives           | Rosa Tivolis     | 16 episodios                      |
| 2012                    | Problems                        | Madre de Claudia | episodio "The Cardboard Angel"    |
| 2011                    | Judith Lucy's Spiritual Journey | Psíquico         | episodio "Seekers"                |
| 2011                    | Killing Time                    | Helen Pritchet   | episodio # 1.7                    |
| 2010                    | The Librarians                  | Olwyn Slider     | 2 episodios                       |
| 2008                    | Satisfaction                    | Eileen           | episodio "A Good Eye for Shoes"   |
| 2008                    | The Elephant Princess           | -                | 2 episodios                       |
| 2008                    | Underbelly                      | Médium           | episodio "Barbarians at the Gate" |
| 2007                    | City Homicide                   | Paulette Goddard | 2 episodios                       |
| 2005                    | Last Man Standing               | Gillian Logan    | 5 episodios                       |
| 2004                    | Stories from the Golf           | Lorraine         | episodio "Me and My Girl"         |
| 2003                    | MDA                             | Dianne Orchard   | 2 episodios                       |
| 2003                    | Stingers                        | Marilyn Harris   | 2 episodios                       |
| 2001                    | Something in the Air            | Judy             | 5 episodios                       |
| 1998                    | SeaChange                       | Verna Miller     | episodio "My Own Sweetheart"      |
| 1997                    | Blue Heelers                    | June Allenby     | 2 episodios                       |
| 1997                    | State Coroner                   | Valerie Lowe     | episodio "Shortcut to Death"      |
| 1997                    | Good Guys Bad Guys              | Fay O'Malley     | episodio "Unfinished Business"    |
| 1996                    | G.P.                            | Beth Curtis      | episodio "Blind Freddy"           |
| 1995                    | Correlli                        | Hermana Pat      | 10 episodios                      |
| 1995                    | Halifax f.p.                    | Nicki Onslow     | episodio "Words Without Music"    |
| 1994                    | Newlyweds                       | Velda            | episodio "Afternoon Tea"          |
| 1988                    | The Flying Doctors              | Lorraine         | episodio "Look, Up in the Sky"    |
| 1986                    | Studio 86                       | Chris Faulkner   | episodio "Many Are Called"        |
| 1981                    | Holiday Island                  | Susan Manton     | episodio "A Piece of Paper"       |
| 1981                    | Prisoner                        | Kathy Hall       | 8 episodios                       |
| 1980                    | Sam's Luck                      | -                | -                                 |
| 1979                    | Love Thy Neighbour in Australia | Joyce Smith      | 7 episodios                       |
| 1979                    | Skyways                         | Sue Bennett      | 8 episodios                       |
| 1978                    | The Tea Ladies                  | -                | -                                 |
| 1976                    | Bluey                           | Enfermera        | episodio "Speak to Me Only"       |
| 1976                    | Power Without Glory             | Mucama           | -                                 |
| 1974                    | Division 4                      | Doctora          | episodio "Eye Witness"            |

### Películas
| Año  | Título        | Personaje       | Notas                                                               |
| ---- | ------------- | --------------- | ------------------------------------------------------------------- |
| 2010 | Adam's Tallit | Magda           | corto - junto a Randall Berger y Felicity Soper                     |
| 1989 | Mull          | Deborah Mullens | junto a Nadine Garner, Bill Hunter, Craig Morrison y Kymara Stowers |

### Directora
| Año  | Título        | Notas            |
| ---- | ------------- | ---------------- |
| 2011 | Strands       | obra - directora |
| 2010 | Status Update | obra - directora |
| 2009 | Entanglement  | obra - directora |

### Teatro[5]
| Año         | Obra                  | Personaje     | Director (a)    | Teatro                | Notas                                                                    |
| ----------- | --------------------- | ------------- | --------------- | --------------------- | ------------------------------------------------------------------------ |
| 2013        | Other Desert Cities   | Silda Grauman | Sam Strong      | Southbank Theatre     | junto a Sacha Horler, Robyn Nevin, John Gaden y Ian Meadows              |
| 2011        | Don Parties On        | -             | Robyn Nevin     | -                     | junto a Diane Craig, Georgia Flood, Tracy Mann, y Garry McDonald         |
| 2010        | Dead Man's Cell Phone | -             | Peter Evans     | Sumner Theatre        | junto a John Adam, Daniel Frederiksen, Lisa McCune y Sarah Sutherland    |
| 2007        | Shadow Passion        | Margaret      | Anthony Crowley | -                     | junto a Ali Ammouchi, Andrew Blackman, Danielle Carter y Glenda Linscott |
| 2004        | The Frail Man         | -             | Aubrey Mellor   | Playbox Theatre       | junto a Paul Bishop, Nikki Coghill, Margaret Harvey y James Saunders     |
| 2003        | God's Last Acre       | -             | Peter Houghton  | CUB Malthouse Theatre | junto a Beth Buchanan, Nell Feeney, Matthew Robinson y Samantha Tolj     |
| 2000 - 2001 | Life After George     | -             | Kate Cherry     | Brolga Theatre        | junto a Bob Baines, Asher Keddie, Hayley McElhinney y Richard Piper      |
| 2000        | Violet Inc            | -             | Tom Healey      | Beckett Theatre       | junto a Mandy McElhinney, Margaret Mills y Ken Radley                    |
| 2000        | Elegy                 | -             | Tom Healey      | Beckett Theatre       | junto a Mandy McElhinney, Margaret Mills y Ken Radley                    |

## Premios y nominaciones
| Año  | Categoría                         | Premio    | Película | Resultado |
| ---- | --------------------------------- | --------- | -------- | --------- |
| 1988 | Best Actress in a Supporting Role | AFI Award | Mull     | Nominada  |